# Флаг Алатыря
Флаг Ала́тыря — официальный символ муниципального образования город Алатырь Чувашской Республики Российской Федерации.
Флаг утверждён 29 мая 2009 и внесён в Государственный геральдический регистр Российской Федерации с присвоением регистрационного номера 5007.
Флаг повторяет композицию и символику герба.
Флага установлен как флаг Алатырского мунциипального округа Решением Собрание депутатов Алатырского муниципального округа Чувашской республики от 27.09.2024 № 1/20.

## Описание
«Прямоугольное полотнище с отношением ширины к длине 2:3, воспроизводящее композицию герба города Алатыря в красном и жёлтом цветах».
Геральдическое описание герба гласит: «В червлёном (красном) поле три золотых колчана, наполненных стрелами: два и один».

## Обоснование символики
Флаг составлен на основании герба Алатыря, по правилам и соответствующим традициям вексиллологии, и отражает исторические, культурные, социально-экономические, национальные и иные местные традиции.
Алатырь имеет богатую и славную историю. Возникший как пограничный форпост на реке Суре, он был в 1780 году за заслуги перед Отечеством Екатериной II пожалован собственным гербом, на котором были изображены:

В верхней части щита герб Симбирский. В нижней — три золотые колчана, наполненные стрелами, в красном поле, в знак того, что сих мест жители сие орудие с похвалою употреблять умели.
Лук и стрелы были важнейшим оружием дальнего боя и охоты на протяжении многих тысячелетий и чрезвычайно широко употреблялись в Древней Руси. При этом колчан, футляр для стрел, изготавливался из кожи, дерева, ткани, позднее из металла. Стрелы в колчане укладывались оперением вверх. На Руси чаще всего использовалось оперение в два пера. Оперение стрел многократно упоминается в летописях, былинах и других источниках и изображается на памятниках искусства. Сказки, притчи об отдельной стреле, которую легко можно сломать, в то время как пучок стрел остаётся невредимым, распространены на Руси как образ силы, они демонстрировали верность утверждения «в единении — сила».
Три колчана со стрелами на флаге Алатыря отражают историческую связь времён, в то же время они олицетворяют единство и сплочённость народа, проживающего на древней алатырской земле, готовность служить защите Родины.
Красный цвет в средневековой геральдике считался династическим. Кроме того, он символизирует такие качества, как благородство, справедливость, любовь к Богу и ближнему, мужество, храбрость, власть.
Жёлтый (золотой) цвет колчанов со стрелами олицетворяет Солнце — источник жизни и богатства, как материального, так и духовного. Золото символизирует такие качества и понятия, как верность, милосердие, а также мудрость.